# Ophrida tarsalis
Ophrida tarsalis es una especie de insecto coleóptero de la familia Chrysomelidae. Fue descrita en 2000 por Medvedev.